# Barrina
La barrina o tribana és una eina manual que serveix per a foradar fusta. Té forma de T, i consta de tres parts: mànec, tija i punta.
La part per la qual se subjecta l'eina és el mànec, que sovint és de fusta. La part metàl·lica consta de la tija que és cilíndrica i que uneix el mànec a la punta que té forma d'hèlix. S'utilitza per encetar el caragolament dels caragols. Per perforar, el sentit de gir és el de les agulles del rellotge.
Ocasionalment es pot usar en altres materials lleugers.
La triba és una barrina grossa de fuster, d'escloper, de selleter.
La utilització d'aquesta eina és ben simple, ja que només s'ha d'agafar pel mànec i girar-lo i paral·lelament fer pressió, així s'aconsegueix penetrar la fusta. El seu ús és comú a les aules de tecnologia perquè és idònia per foradar fustes primes o materials similars, per contra a la indústria no s'empra habitualment, donat que aquest sector acostuma a usar el metall o altres materials més resistents (a banda que la perforació va a càrrec de màquines i no manual).
Per la seva acció perforant i contínua, el terme barrina també es fa servir en significat metafòric com a sinònim d'insistent.
Barrinar també significa rumiar o, cosa que és el mateix, pensar donant-li voltes a un assumpte de difícil solució.